# Ononis villosissima
Ononis villosissima är en ärtväxtart som beskrevs av René Louiche Desfontaines. Ononis villosissima ingår i släktet puktörnen, och familjen ärtväxter. Inga underarter finns listade i Catalogue of Life.